# Curcuas (famiglia)
I Kourkouas o Curcuas (in greco bizantino: Κουρκούας, grecizzazione della parola in armeno Գուրգեն?, Gurgen) era una delle numerose famiglie Nakharar dell'Armenia emigrate nell'Impero bizantino durante il periodo di dominazione araba sull'Armenia (VII-IX secolo). Nel X secolo salirono alla ribalta come parte dell'aristocrazia militare anatolica, fornendo diversi generali di alto rango e un imperatore. Si sono incrociati ampiamente con le famiglie aristocratiche dei Foca e degli Sclero. Nell'XI e XII secolo passarono alla burocrazia civile.

## Esponenti
- Giovanni Curcuas (IX secolo), domestikos del reggimento Hikanatoi e cospiratore contro Basilio I;
- Giovanni Curcuas (X secolo), nipote del suddetto, domestikos tōn scholōn dell'Oriente e famoso generale sotto Romano I Lecapeno;
- Teofilo Curcuas, fratello di Giovanni, stratego di Chaldia e successivamente domestikos tōn scholōn;
- Romano Curcuas, figlio di Giovanni e domestikos tōn scholōn dell'Occidente;
- Giovanni Curcuas, figlio di Romano, domestikos tōn scholōn dell'Oriente, ucciso nell'Assedio di Dorostolon;
- Giovanni I Zimisce, (925-976), nipote di Teofilo, imperatore bizantino nel 969-976;
- Giovanni Curcuas (XI secolo), Catepano d'Italia nel 1008–1010;
- Gregorio Curcuas, dux di Filippopoli nel 1089–1091;
- Michele II Curcuas, patriarca ecumenico di Costantinopoli nel 1143–1146.